# Acoetes flagelliformis
Acoetes flagelliformis är en ringmaskart som först beskrevs av Elise Wesenberg-Lund 1949.  Acoetes flagelliformis ingår i släktet Acoetes och familjen Acoetidae. Inga underarter finns listade i Catalogue of Life.